# Strategispel
Strategispel är ett spel där deltagarna använder sitt strategiska tänkande. I dag avses ofta strategidatorspel, men även brädspel och kortspel kan räknas dit.
Olika typer av strategispel på dator är realtidsstrategi och turordningsbaserade strategispel.
Vissa strategispel har fullständig information vilket betyder att spelarna känner till hela spelets tillstånd.